# Canino inferior
O Canino inferior é um dente inserido no osso mandibular.

## Oclusão
Metade distal do incisivo lateral e metade mesial do canino superior.
Sua coroa é mais longa do que a do canino superior. Como o canino inferior é, no total, um pouco mais curto que o superior (1,2 mm menor), a raiz é menor, portanto, a relação entre os comprimentos das duas proções é 1 para 1,48 (menor do que no superior, que é de 1 para 1,82).